# Robin Freiberger
Robin Freiberger (* 12. Dezember 1995) ist ein österreichischer Fußballspieler.

## Karriere
Freiberger begann seine Karriere beim FC Admira Wacker Mödling, für den er auch in der Akademie spielte. Im Jänner 2013 wechselte er zum Drittligisten SC Ritzing, für den er sein Debüt im Herrenbereich gab. Im Sommer 2014 ging er zur SV Schwechat. Im Jänner 2015 wechselte er nach Australien zum Drittligisten Northern Tigers FC. Im Februar 2016 kehrte er nach Österreich zurück und schloss sich den Amateuren des SC Wiener Neustadt an. Nachdem er im selben Monat erstmals im Profikader gestanden war, gab er im Mai 2016, am letzten Spieltag der Saison 2015/16, beim Auswärtssieg gegen den FC Wacker Innsbruck, sein Debüt für die Profis, als er in der 62. Minute für Florian Sittsam eingewechselt wurde. Insgesamt bestritt er 23 Profispiele und schoss dabei ein Tor.
Zur Saison 2017/18 wechselte er zum Regionalligisten FC Marchfeld Mannsdorf. 2019 wechselte Freiberger mit Bruder Horst in die Burgenlandliga zur FSG Oberpetersdorf/Schwarzenbach. Nach einer kurzen Karrierepause wechselte er 2020 zum Verein Casino Baden.
Seit Juli 2020 ist er in der 2. Klasse Traisental beim 1. SV Maria Anzbach gemeldet.

## Persönliches
Sein Bruder Horst spielte mit ihm beim SC Ritzing und absolvierte bereits für den SCR Altach in der Bundesliga Spiele.